# Leioa (metropolitana di Bilbao)
Leioa è una stazione della linea 1 della metropolitana di Bilbao.
Si trova lungo Iturriondo Kalea, nel quartiere Udondo di Leioa.

## Storia
La stazione è stata inaugurata l'11 novembre 1995 con il primo tratto della linea 1.